# 琉神マブヤー
『琉神マブヤー』（りゅうじんマブヤー）は、琉球放送で2008年10月4日から12月27日まで放送された特撮番組、および沖縄県内で展開されているヒーローの名称。マブヤープロジェクトによりキャラクターショー、漫画化、映画化もされた。

## 概要
主に沖縄県内でのキャラクターショーとテレビ番組を主とした活動をしている。テレビ番組放送に先駆けマブヤー応援隊として「ザ・ココナッツ」と「ア・フラーズ」が結成されキャラクターショー司会などの活動を行い、テレビ番組の第七話では4人で出演している。

### キャラクターショー
テレビ番組に先駆けてキャラクターショー活動を県内ショッピングモールやイベント会場で行っている。ショーは最高で約2万人の観客動員があり、本土および海外での興業も視野に入れて活動している。シーズン1放送終了の後、キャスト入れ替えとなったが、変身前の役者自らがスーツアクターを演じるスタイルは継続されている。

### マブヤープロジェクト
沖縄県の観光土産業者である南西産業が、ご当地キティのような女の子向けの土産物があるにもかかわらず、男の子向けの土産物があまりない点に着目し、当初「美ら海戦隊ウチナーンジャー」というキャラクターを考案したが「○○戦隊」や「○○ジャー」という表記が商標権に触れるといった問題があったことから「どこからも文句がつかない沖縄のキャラクターが必要」として企画されたキャラクターが「琉神マブヤー」である。企画には秋田県で大ヒットしたローカルヒーロー「超神ネイガー」のスタッフも参画し「琉神マブヤー」をはじめ「ハブデービル」などのキャラクターを誕生させた。また、商品化だけではなく、実体化しイベントのプロジェクトも進められた。ショーの企画には沖縄のコメディアン玉城満や作家の仲村清司、岩次郎役の新垣正弘も参加している。テレビ番組では単なるローカルヒーローの話だけではなく、子供たちに沖縄の言葉や文化、歴史を伝えていく試みも盛り込まれている。番組プロデューサーの古谷野裕一によると「わからない単語が出てくれば、親が教えてあげる。また、最近のお母さんの中にはその方言そのものもわからないかもしれないので、そのときにおじいさん、おばあさんに聞くなど、家族間での沖縄文化の一端を語り合うコミュニケーションの場ができれば理想」として台詞の中に出てくるウチナーグチには、あえて解説はつけていないという。その一方で公式Webサイトには「用語解説」として番組内でよく使われるウチナーグチの解説コーナーが開設されている。2008年10月現在、マブヤープロジェクトには、ロイヤリティ契約企業13社、協力企業14社、参画企業12社が参加している。
2012年2月12日放送の『夢の扉+』にて、発起人である畠中敏成・南西産業代表取締役が特集された。

### 沖縄以外での放送

#### BS/CS局
BS11
2009年10月6日から、毎週火・水・木曜日18:30 - 18:55に新規収録映像を含めて25分枠で全国放送。2009年10月10日からは週1話の放送スケジュールで、毎週土曜日18:00 - 18:25枠で再放送。シーブン（おまけ）映像としてクレア役の桃原遥による『沖縄が琉神マブヤーでデ〜ジなってるスペシャル』が新たに撮影され、「岩次郎先生のウチナーグチ講座」、「琉神マブヤーと踊ろう!」、その他インタビュー映像などが追加収録された。

#### 地上波局
読売テレビ（日本テレビ系列）
2011年8月14日26:49 - 27:44に1話 - 4話、2011年8月21日25:54 - 26:54に5話 - 8話、2011年8月28日25:54 - 27:04に9話 - 13話を放送。番組の冒頭と最後には、スリムクラブによる『琉神マブヤーTHE MOVIE 七つのマブイ』の紹介が流れる。シーズン2は2012年1月4日、5日深夜に2回に分けて一挙放送された。
TOKYO MX(独立テレビ局)
2011年10月1日から12月25日まで毎週土曜日18時 - 18時30分に放送。2012年10月からは『琉神マブヤー1972レジェンド』を放送。
札幌テレビ（日本テレビ系列）
2011年12月2日から毎週金曜日25時58分に放送。
J-COMチャンネル関西
2012年1月7日18:30 - 20:00に『琉神マブヤー シーズン1 ベストセレクション』が放送。

#### ハワイ
OC16.TV
2011年9月10日から毎週土曜日18時 - 18時30分に放送。

#### デジタルコンテンツ
- ニコニコ動画琉神マブヤー公式チャンネルにて2012年7月20日から有料配信中。また、同年9月8日には全13話を一挙無料放送。
- 2012年9月20日、Fan+よりデジタルマガジン『月刊琉神マブヤープラス』がスタート。毎月20日発売。本編で紹介されていない映像や、シナリオなどを配信する。

## あらすじ
9つのマブイストーンを狙う悪の軍団マジムンとニライカナイからやって来た正義のヒーロー・琉神マブヤーが沖縄（ウチナー）の平和をかけて戦う物語である。マジムンたちがマブイストーンを手にして封印してしまうと、そのマブイストーンの標（しるし）たるマブイが失われてしまうのだ。マブヤーはマブイストーンと沖縄の魂（マブイ）を守るために戦うのだ。

## 登場キャラクター
琉神マブヤーシリーズも参照。
叶（かない）［1,2,3,4,5,1972レジェンド］
ヤチムン（陶芸）見習いの青年。22歳。赤ん坊のころに今の師匠である岩次郎に拾われ、娘の紅亜と共に育てられる。マブイグミにより琉神マブヤーの魂を宿したことで人格は叶のままで琉神マブヤーに変身できるようになる。自分がマブヤーであることに戸惑っている。
福地 紅亜（ふくち くれあ）［1,2,3,4,5］
岩次郎の娘。その美貌から村の青年たちに人気があり、叶も思いを寄せている。3では叶と結婚し，『5』では一人娘のモモにも恵まれるが，別居中。
与那原犬（よなばるけん）
福地工房へ迷い込んできた犬。普通の人間には犬にしか見えていないが、叶には怪しいおじさんにしか見えていない。正体はシーサーであり、叶に助言を与える。時にはマブヤーと共に戦うこともある。赤いスカーフを首輪代わりに巻いている。1の終盤でシーサーの置物に戻る。
大金城 新雷（うふきんじょう にらい）［1,2,3,4,5,1972レジェンド］
ムーンジマおきなわ沖縄本店社長、那覇市新都心に事業所を持つ。生き別れた弟を探して座喜味城に来た際、叶たちに遭遇する。
福地 岩次郎（ふくち がんじろう）［1,2,3,5］
紅亜の父親であり、叶の育ての親でもある。日常は工房で陶芸にいそしみ、叶に陶芸を教えている。
オバァ［1,2,3,4,5,1972レジェンド,MOVIE（別設定）］
村の若者たちを暖かく見守る山城ストアーのオバァ。ビーチでマブイを落とした叶にマブイグミをする。レジェンドでの1972年時にはコーヒーショップの店長だった。
森の大主（もりのうふぬし）［1,2,3,5］
チルダイ森に住んでいる。訪れたマブヤーに試練をあたえる。

### マジムン軍団
ウチナー（沖縄）に伝わるマブイストーンを狙う、マジムン（魔物）たちの軍団。ハゴー山を本拠地としており、マブイストーンを奪い、ウチナーンチュ（沖縄県民）を弱体化させ、ウチナーから追い出すことをたくらんでいる。
自ら「悪の軍団」と名乗ってはいるものの、あくまで自然を破壊したり、戦争を起こす人間が嫌いなだけであり、ウチナーを愛する気持ちはマブヤーにも劣らない。そのため、マブヤーたちも彼らを懲らしめるのにとどめている。
ハブデービル［1,2,3,5,MOVIE］
悪の軍団マジムンの首領。ハブがモチーフとなっている。とぐろを巻いたハブの口の中から人間のような顔が覗いており、両手の先もハブの形をしている。「シャーシャッシャッシャ！」と笑うのが癖。2までのハブデービルはユーモアを交えた饒舌な奴だったが、3と5での青年ニフェが変身するハブデービルにはそういった側面はなく、書籍によっては別個体の新生ハブデービルともよばれ、外見もヒメハブデービルのようなゴーグルをつけている（なお、ゴーグルのデザインは3と5で異なっている）など、若干異なる。ちなみに「でーびる」とは「～です」という意味（英語でいうbe動詞に該当）なので「ハブです」という意味になる。
ニフェ［3,5］
上記の通り、3以降のハブデービルの人間態。3序盤では正体を隠し、人間の空手道場で修行していた。当初は力だけを求める傲慢な性格だったが、終盤でマジムンデービルに操られ、マブヤー達に救われてからは考えを改め、仲間の事を大事に思う気持ちが芽生えた。5では終盤に登場。旅に出ていたらしく、かつて自分を操ったマジムンデービルが暗躍している事を察し、その復活を阻止しようとする。マジムンデービル復活時には、ヒカルと共にマジムンデービルによってヒジュルーゾーンに取り込まれるが、最終的にナミやヒカルと共に解放される。事件の終息後は、再び仲間達に別れを告げて旅立って行った。名前の由来は「にふぇーでーびる（ありがとうございます）」。
オニヒトデービル［1,2,3,4,5,外伝,1972レジェンド,MOVIE］
悪の軍団マジムンの副首領で、オニヒトデがモチーフとなっている。幼いころにハブデービルに拾われて悪の軍団マジムンの仲間になった。自然を破壊する人間を憎んでいる。シーズン1でマブヤーに敗北したことから、ハブデービルによってヒジュルーゾーンに追放されていたが、シーズン2で復活した。武闘派で新雷と一体になっていたころは特に戦いを好んでいたが、実は無邪気な側面もあり、2以降で顕著になる。
言葉を発する場面は少なく、唸っていることが多いが、単に無口というだけで話せないわけではない。
マングーチュ［1,2,3,4,5,外伝,1972レジェンド,MOVIE］
マングースがモチーフとなっており、シーズン1では悪の軍団マジムンの紅一点だった。ハゴー山で育ったが、他のマジムンと違い外来種であり、寂しがり屋な一面がある。遅刻常習犯でマイペースであり、マブヤーに惚れている。
ハブクラーゲン［2,3,4,5,外伝,1972レジェンド,MOVIE］
悪の軍団マジムンのボスで、ハブクラゲがモチーフとなっている。普段は『ヨーバーフォーム』と呼ばれる潜水服のような姿で、おちゃらけた性格だが、奇妙な踊り（長い時には早送りされ、また、踊らない場合もある）と共に「ほれほれほれほれ～、ハブクラーゲン！」と叫ぶことで、『チューバーフォーム』と呼ばれる凶悪な顔つきの形態に変身。この姿では口調も荒々しくなる。
ドレッドヘアのような触手には猛毒があり、マブヤーを拷問する際に使用した。その戦闘能力は想像を絶するほど高いが、弱点は酢。自然を破壊する人間を憎む。また、口は悪いが薀蓄を含むことを言うこともあり、意外に常識的。4では人間体を披露する。
『5』では偶然遭遇したモモに懐かれる。マジムンである自分たちでも無邪気に慕う彼女に対して心を開き、オニヒトデービルやクーバーたちと共に彼女の親衛隊を結成。終盤ではマジムンデービルからモモを守るため、マブヤーたちと共闘した。
因みに『ヨーバー』と『チューバ―』は、それぞれ沖縄の方言で『弱い』『強い』という意味。
ヒメハブデービル［2,3,5,外伝,1972レジェンド,MOVIE］
悪の軍団マジムン1の策略家で、ヒメハブがモチーフとなっている。自分勝手でボスのハブクラーゲンより態度が大きい（一応、彼に対して「様」は付けて呼ぶ）が、意外にもカエルが大の苦手である。
ハブデービルヒカル［5］
『5』に登場するハブデービル一族の一人。容姿は従来のハブデービルとほぼ同じだが、シリーズ初期のハブデービルのように、人間に近い顔を持つ。「美しき乙女」を自称し、性格はオネエ系。マジムンクリスタルを持ち、砕け散った空手のマブイストーンを集めてのマジムンデービルの復活をもくろむ。マングーチュとは行動を共にする事も多く、彼女からは「ヒカルちゃん」と呼ばれる。
実はマジムンクリスタルを拾った時点でマジムンデービルの洗脳を受けており、前述の性格は洗脳によるものだったことが判明。本来の彼は洗脳時とは異なり、勇猛で男らしい性格をしている。また、洗脳時の記憶はなく、正気に戻った後はマングーチュの事も忘れていた。
クーバー1号・クーバー2号［1,2,3,4,5,外伝,1972レジェンド,MOVIE］
悪の軍団マジムンの二人だけいる戦闘員。真っ黒な全身に白の文様が入っており、顔の部分も同様にレスラーのごとく文様が入っている。クモがモチーフとなっており、MOVIEでは尻から糸を出して相手を絡めとる能力も見せる。「ハゴー（汚い）」が口癖。ちなみに2号のほうが年上である。

## 用語
マジムン三線
マングーチュの所持する三線であり、その音色で相手を戦えなくすることができる楽器。
キーブル空間ヒジュルーゾーン
その名の通り非常に寒い場所であり、そこに送り込まれた者は寒さに震えさまようことになる。
マジムン台風
猛烈な勢いを持つ台風であり、その勢いは沖縄を吹き飛ばすほどの威力がある。

### マブイストーン
マブイストーンとは、琉球三山時代よりも昔、沖縄を治めていた九頭の竜が姿を変えた曲玉型の石である。マブイとは沖縄口(ウチナーグチ)で「魂」のことであり沖縄の方々に散らばっている。
| ウチナーグチ         | 沖縄方言を司る。           |
| 石敢當               | 魔よけの神通力を司る。     |
| テーゲー             | いい加減さ、寛容さを司る。 |
| エイサー             | 伝統芸能エイサーを司る。   |
| チャーガンジュー     | 健康を司る。               |
| いちゃりばチョーデー | 人類みな兄弟の精神を司る。 |
| トートーメー         | 先祖を敬う心を司る。       |
| 命どぅ宝             | 命を尊ぶ心を司る。         |
| カチャーシー         | カチャーシーを司る。       |

## 琉神マブヤー
ニライカナイからやってきた魂の戦士、叶が沖縄の民間呪術で、落っこちた魂（マブイ）を戻すとされる儀式であるマブイグミされたことによって叶の中に宿る。

### 必殺技・武器
スーパー・メーゴーサー
拳が発光し、凄い威力のメーゴーサー（げんこつ）を食らわせる技。
ティーダ・ヤーチュー
指笛を吹くと拳が発火、ティーダ（太陽）のような炎を飛ばしヤーチュー（お灸）を食らわせる。攻撃以外にも応用の効く汎用性の高い技で、「2」ではハブクラーゲンとのハーリー競争に負けそうになったとき、後ろ向きに発射することで反動で推進力を得て逆転した。「3」では両手にそれぞれ発動させて連発するバリエーションを編み出している。また、『琉神マブヤー THE MOVIE 七つのマブイ』ではガナシーのカンナリ・ヤーチューとの合体技「ターチ・ヤーチュー」（2つのお灸）を見せた。
黄金（クガニ）・ヤーチュー
『琉神マブヤー3』で登場。伝説の黄金（クガニ）オーラをまとったマブヤーが、マジムンデービルを倒すため使用した技。
ユイマール・バンミカシェー
映画『琉神マブヤー THE MOVIE 七つのマブイ』で登場。マブヤーがマジムンたちの力を借りて隕石を破壊するため使用。
シンリゴーサァー・MAX
スクリュー攻撃であるらしいが、テレビシリーズで使用されていない。
パイカジ・ツイスター
台風のパワーで全てをなぎ倒す森の大主に授けられた必殺技。主にキャラクターショーで使用される。
旧暦ワープ
強引に過去にタイムトリップできる森の大主に授けられた必殺技。マブヤーが使った他に「3」ではマヤーも使っている。
ゴーヤーヌンチャク
相手を健康にしながら戦うことができる森の大主に授けられた必殺技。本編未使用。
プーヒヤー・ヒーヒヤー
強烈なガスで相手を気絶させることができる森の大主に授けられた必殺技。本編未使用。
ガジャル・チョップ
相手を凄く痒くさせることができる森の大主に授けられた必殺技。本編未使用。
ヤナカーギー・モーメント
変な顔で相手をビックリさせることができる森の大主に授けられた必殺技。本編未使用。
カメーカメー攻撃
相手にしつこく食事を勧めることにより相手を疲れさせる森の大主に授けられた必殺技。元々この言葉は、沖縄でよく老人がもてなしの際に客に対して「カメー（食べなさい）」としつこく食事を勧める様を揶揄した言葉である。本編未使用。

## キャスト

### レギュラー・準レギュラー
- カナイ / 琉神マブヤー - 知念臣悟（パーラナイサーラナイ）
- 福地紅亜 - 桃原遥
- 与那原犬  - 山城智二・（犬）ブルース
- オバァ - 吉田妙子
- ハブデービル - 仲座健太
- ハブクラーゲン -  与那嶺圭一
- オニヒトデービル / 大金城新雷 - 平安信行
- マングーチュ - 上門みき
- ヒメハブデービル - 浦崎明香理
- クーバー1号 - 照屋哉
- クーバー2号 - 金城博之
- 福地岩次郎  - 新垣正弘

### 声の出演
- ナレーション - あったゆういち

### ゲスト
- 森の大主 - かっちゃん
- クーバー3号 - 新良幸人
- ナイスガイ - 大見謝力
- キジムナー - 池間こうや
- お天気お姉さん - 親川伸江
- メタボっちゃん - よっちゃん
- ラジオの声、青年 - 木村守
- カップル - 山内千草、木村守
- ビーチの若者 - 米須円香、椎名ユリア、親川優志
- バスガイド - 浦崎明香理
- 観光客 - 外間みよ子、仲程麻紀
- 女性 - 川満彩香
- ピース - おおじろう
- MCしんいち - 知念臣一郎
- 地謡 - よなは徹、新良幸人
- 青年 - いさお名ゴ支部、上原けいたりん、新本すすむ、松田しょう・木村守

## スタッフ
- エグゼクティブプロデューサー - 畠中敏成
- プロデューサー - 古谷野裕一、渡口政旬
- 脚本 - 山田優樹
- 演出 - 岸本司、高山創一
- 演出助手 - 石田玲奈
- 撮影 - 中村健勇、瀬長信冶
- 録音 - 吉川英嗣
- 撮影助手 - 大城輝己、吉田 さやか
- ヘアメイク・スタイリスト - 津波古理奈 （オフィス・リゾム）
- ヘアメイク協力 - 坂上恭子
- 美術 - 比嘉ブラザーズ
- 製作進行 - 木村守、草間あゆみ、畠中昭昇、大見謝力
- 編集 - 又吉安則
- 3DCG・デジタル合成 - 匂坂正宏、平良隆一
- 音楽 - 上地正昭
- 効果音・舞台音響 - 具志堅洋
- 企画協力 - 海老名保、玉城満、中川陽介、仲村清司
- 製作・著作 - マブヤープロジェクト
- 発売元 - 株式会社マブヤー企画

## 主題歌
オープニング
「琉神マブヤー〜魂の戦士〜」
作詞 - 山田優樹 / 作・編曲 - 上地正昭 / 歌 - アルベルト・シロマ / 叫び - かっちゃん
プロデューサーはパーシャクラブの上地正昭。三線、琉笛はよなは徹が担当している。メインボーカルをディアマンテスのアルベルト城間、コーラスをコンディション・グリーンの川満勝弘が務めている。最終話ではエンディングで流れた。
エンディング
「なないろマブヤー」
作詞 - 比嘉淳子 / 作曲 - 上地正昭 / 歌 - チアキ / 語り - 古謝美佐子
構成上の理由で、第1,6,12,13話では流れなかった。しゃかりの千秋が歌唱、語りとコーラスは古謝美佐子が担当している。冒頭とサビ部分に沖縄県民謡の赤田首里殿内の旋律が引用されている。
挿入歌
「ゴーゴー!マジムン」
作詞 - KZ / 作・編曲 - 上地正昭 / 歌 - 悪の軍団マジムン
沖縄各地のイベントでは悪の軍団マジムン自らによって歌唱される定番曲である。最終話では主題歌に代わり、オープニングで流れた。
「アイ♀アプリ」
作詞 - 岸本しゅん平 / 作曲 - 上地正昭 /歌 - ザ・ココナッツ
第7話のラジオから流れてきた曲、ミニアルバムに収録されている。

## 放映リスト

### 琉球放送
| 話数     | 放送日         | タイトル                                                   |
| 第一話   | 2008年 10月4日 | ウチナーグチのマブイストーンがデージなってる               |
| 第二話   | 10月11日       | マブヤー誕生でデージなってる                               |
| 第三話   | 10月18日       | 石敢當のマブイストーンがデージなってる                     |
| 第四話   | 10月25日       | テーゲーのマブイストーンがデージなってる                   |
| 第五話   | 11月1日        | エイサーのマブイストーンがデージなってる（前編）           |
| 第六話   | 11月8日        | エイサーのマブイストーンがデージなってる（後編）           |
| 第七話   | 11月15日       | チャーガンジュウのマブイがデージなってる                   |
| 第八話   | 11月22日       | イチャリバチョーデーのマブイがデージなってる               |
| 第九話   | 11月29日       | 命どぅ宝、トートーメー二つのマブイストーンがデージなってる |
| 第十話   | 12月06日       | カチャーシーのマブイストーンがデージなってる               |
| 第十一話 | 12月13日       | マブヤー修行でデージなってる                               |
| 第十二話 | 12月20日       | 兄弟対決でデージなってる                                   |
| 最終話   | 12月27日       | 9つのマブイストーンがデージなってる                        |

### BS11
| 話数     | 放送日         | 特典映像（沖縄が琉神マブヤーでデ～ジなってるスペシャル） | 方言講座（岩次郎先生のウチナーグチ講座） |
| 第一話   | 2009年 10月6日 | 畠中敏成インタビュー                                     | めんそーれ                               |
| 第二話   | 10月7日        | 吉田妙子インタビュー                                     | ハゴー                                   |
| 第三話   | 10月8日        | 岸本司インタビュー                                       | ティーダ                                 |
| 第四話   | 10月13日       | ユリアインタビュー、シーサー                             | デージ                                   |
| 第五話   | 10月14日       | エイサー映像                                             | ヒンギレー                               |
| 第六話   | 10月15日       | 平田大一インタビュー                                     | テーゲー                                 |
| 第七話   | 10月20日       | アルベルト城間インタビュー                               | ハイサイ                                 |
| 第八話   | 10月21日       | 新垣正弘インタビュー                                     | イチャリバチョーデー                     |
| 第九話   | 10月22日       | 南西産業訪問                                             | デービル                                 |
| 第十話   | 10月27日       | カチャーシー                                             | カチャーシー                             |
| 第十一話 | 10月28日       | 川満勝弘インタビュー                                     | ワジワジー                               |
| 第十二話 | 10月29日       | 平安信行インタビュー                                     | メーゴーサー                             |
| 最終話   | 11月3日        | キャラクターショー映像                                   | チャーガンジュー                         |

## 関連作品

### 映画
『琉神マブヤーTHE MOVIE　七つのマブイ』を2011年10月29日(土)に沖縄先行上映、翌年2012年1月7日(土)より全国順次公開された。

### テレビ放送
- 『鉄神ガンライザー レジェンドヒーローズ』(2020年11月22日-2021年2月14日 テレビ岩手 ガンライザーTV)
  - 第1話、第8話、第9話に琉神マブヤーおよび金城タケル、マジムン軍団が出演した。

### 漫画
- 週刊少年チャンピオン版 - 映画公開を記念し、丸山哲弘作で2011年51号から[6]2012年25号まで連載、単行本全3巻。ストーリーは漫画オリジナルで作者の個性が尊重されており、かなりギャグテイストの強い内容となっている。
- ニュータイプエース版 - 大和田秀樹作で2012年Vol.10号より、『琉神マブヤー 南風ぬ島』（ - ぱいかじぬしま）のタイトルで連載、単行本全2巻。日本中にご当地ヒーローがいる世界観で総務省広域魔物対策課に所属する浅草のご当地ヒーロー雷神ミカヅチを狂言回しにこちらもギャグ漫画色がかなり強く、沖縄県の文化や沖縄県民のあるあるネタが存分に盛り込まれ、ヒーローとしてのマブヤーの活躍よりも沖縄ローカルギャグに重きを置かれている。

### ラジオ
2012年10月6日より毎週土曜日15:45から、RBCiラジオにて『マブヤー作戦本部』が放送される。出演はカナイ / 琉神マブヤー役の翁長大輔とニライ / 龍神ガナシー役の末吉功治のふたり。ニコニコ動画琉神マブヤーチャンネルでは『琉神マブヤー1972レジェンド』の放送後にスタジオ収録の様子を放送する。

### 映像ソフト化
マブヤープロジェクトから2009年にDVDが発売、ディレクターズ・カット版となっており特典映像や字幕、新規映像やSEの追加といった変更点が見られる。

### CD
「琉神マブヤー ミニアルバム」（インペリアルレコード）

## イベント出演
- 2008年
  - 6月12日 - 那覇空港にて製作発表。
  - 7月25日 - 沖縄県警察本部にて交通安全県民運動の出発式に参加。
  - 7月26日 - 「とみぐすく祭り」参加。
  - 9月15日 - 名護市民会館の「第14回歯っぴーファミリー劇場」にてキャラクターショー。
  - 10月2日 - 琉球放送の「スゴてれ」内で出演。
  - 10月11日 - 那覇まつり内、「RBCiラジオステージ」生出演。「RBC王国ステージ」キャラクターショー、生特番にて沖縄プロレスとの競演。
  - 10月12日 - ジャスコ南風原店にてキャラクターショー。
  - 10月24日 - 第32回沖縄の産業まつりに琉神マブヤー物販ブース出展（10月26日まで）。
  - 10月26日 - 「トロ・ステーション」にて琉神マブヤー情報が配信。
  - 11月24日 - ジャスコ那覇店でキャラクターショー。
  - 12月23日 - サンエー西原シティ店でキャラクターショー。
- 2009年
  - 1月3日 - サンエー具志川メインシティ店でキャラクターショー。
  - 5月6日 - ラ チッタデッラ（神奈川県川崎市川崎区）で開催された「はいさいFESTA 2009」にて県外（日本本土）初のキャラクターショー。
  - 11月23日 - 琉球ワールド沖縄宝島（兵庫県神戸市長田区）で関西初のキャラクターショー。
- 2011年
  - 11月20日 - 渋谷公会堂にて「GO！GO！琉神マブヤーショー 〜TOKYO SPECIAL〜」を開催。キャラクターショーとアルベルト城間、チアキ、城間健市らによる生演奏も行われた。司会は逸見太郎が務めた。
- 2012年
  - 9月20日 - 東京ゲームショウ2012ブシロードブースにて、マブヤーとネイガーの撮影会と握手会開催。

## その他
- 2008年8月、飲酒運転根絶ポスター&チラシに採用される。
- アジアンフィルムマーケット2008へ作品出展。
- TIFFCOM2008へ作品出展。
- 香港FILMART2009へ作品出展。
- 2009年7月23日放映分の『5LDK』（フジテレビ系）にて全国ネット初出演。
- 2012年9月18日から10月15日まで、ローソンのアサヒ飲料対象商品を購入すると、もれなく「ご当地ヒーローカード」がもらえるキャンペーンに、琉神マブヤーも沖縄代表として加わった。
- 2012年2月11日放送のラジオ『神谷浩史・小野大輔のDearGirl〜Stories〜』（文化放送）にて、 誕生日で沖縄を訪れた神谷浩史を祝うため特別出演している。
- 絵本『琉神マブヤー　マブイストーンがデージなってる!』（株式会社沖縄物産企業連合　2009年発行）ISBN 978-4-89982-171-7
- 2013年2月23日、沖縄県西原町東崎に「ライブアクト（キャラクターショー）」と「3D映像」で構成されたステージショーを上演する「マブヤースタジアム」がオープンしたが、同年8月31日をもって営業を終了した。
- 2013年12月14日放映分の『ファイヤーレオン』（TOKYO MXほか）にゲスト出演。
- 2014年1月24日放映分の『押忍!!ふんどし部! シーズン2 〜南海怒濤篇〜』（TVKほか）にゲスト出演。